# Gretl
 (septembre 2012).
Gretl (GNU Regression, Econometrics and Time Series Library) est un logiciel de statistiques qui peut être utilisé en ligne de commande ou au travers d'une interface graphique.
Outre l'anglais, Gretl est également disponible en grec, chinois, basque, catalan, tchèque, allemand, français, italien, albanais, polonais, portugais, russe, espagnol et turc.

## Formats de données supporté
Gretl propose son propre format de données basé sur XML (entièrement documenté).
Il peut aussi importer ASCII, CVS, Databank, EViews, Excel, Gnumeric, GNU Octave, JMulTi, OpenDocument Spreadsheet, PcGive, les RATS 4, SAS Xport, fichiers SPSS et Stata. 
Il peut exporter vers GNU Octave, R, CVS, JMulTi, et les formats de fichiers PcGive.